# L'Auberge du printemps
Pour plus de détails, voir Fiche technique et Distribution.
L'Auberge du printemps (chinois traditionnel : 迎春閣之風波 ; pinyin : yíngchūn gé zhī fēnglàng ; litt. « tempête dans le pavillon du jasmin d'hiver ») est un film taïwanais réalisé par King Hu, sorti en 1973.

## Synopsis
En Chine au XIVe siècle, des Chinois se révoltent contre la domination mongole incarnée par le prince Lee Khan. L'Auberge du printemps de madame Wan Jen-mi est le théâtre d'une confrontation entre rebelles chinois et hommes de mains du prince, sur fond d'espionnage, de traîtrise et de secrets militaires.

## Fiche technique
- Titre : L'Auberge du printemps
- Titre original : 迎春閣之風波, yíngchūn gé zhī fēnglàng
- Titre anglais : The Fate Of Lee Khan
- Réalisation : King Hu
- Scénario : King Hu
- Pays d'origine : Taïwan
- Format : Couleurs - 2,35:1 - Mono - 35 mm
- Genre : Action - Espionnage
- Durée : 105 minutes
- Date de sortie : 1973

## Distribution
- Li Li-hua : Wan Jen-mi
- Roy Chiao : Tsao Yu-kun
- Hsu Feng : Lee Wan-erh
- Bai Ying : Wang Shih Cheng
- Tien Feng : Lee Khan
- Angela Mao : Hai Mu-tan
- Hu Chin : Shui Mi-tao
- Helen Ma : Yeh Li-Hsiang
- Nan Chiang : Liu San-Hu
- Han Ying-chieh : Sha Yuan Shan
- Wu Jiaxiang : Liu l'aubergiste

## Édition vidéo
Le film ressort en Blu-ray en import zone 2 en fin d'année 2019, édité par Eureka.